# Harry Chapin

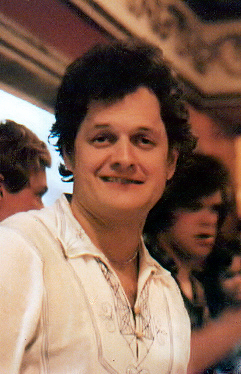
Harry Chapin in 1978

Harold Forster Chapin (New York, 7 december 1942 - Hempstead, 16 juli 1981) was een Amerikaanse singer-songwriter, filantroop en activist die vooral bekend stond om zijn folkrock- en poprocksongs.
Chapin behaalde zijn meeste successen in de jaren zeventig en was met name bekend in zijn thuisland en Canada. Chapin heeft wereldwijd meer dan 16 miljoen platen verkocht. Op 38-jarige leeftijd overleed Chapin bij een verkeersongeluk. In 2011 is hij postuum verkozen in de Grammy Hall of Fame.
In Nederland is Chapin met name bekend van zijn enige Top 40-hit, Morning D.J. of W.O.L.D, en het nummer Cat's in the Cradle, dat door verschillende artiesten gecoverd is. 

## Discografie

### Albums
- Heads & Tales (1972, Elektra)
- Sniper and Other Love Songs (1972, Elektra)
- Short Stories (1973, Elektra)
- Verities & Balderdash (1974, Elektra)
- Portrait Gallery (1975, Elektra)
- Greatest Stories Live (1976, Elektra)
- On the Road to Kingdom Come (1976, Elektra)
- Dance Band on the Titanic (1977, Elektra)
- Living Room Suite (1978, Elektra)
- Legends of the Lost and Found (Livealbum, 1979, Elektra)
- Sequel (1980, Boardwalk Records)

### Singles
- "Taxi"
- "Could You Put Your Light On, Please"
- "Sunday Morning Sunshine"
- "A Better Place to Be"
- "W.O.L.D."/"Morning D.J. of W.O.L.D"
- "Cat's in the Cradle"
- "What Made America Famous?"
- "I Wanna Learn a Love Song"
- "Dreams Go By"
- "A Better Place to Be (Live)"
- "Flowers Are Red"
- "Sequel"
- "Remember When the Music"
- "Story of a Life"

### NPO Radio 2 Top 2000
| Nummer met noteringen in de NPO Radio 2 Top 2000 | '99  | '00  | '01  | '02  | '03  | '04 | '05  |
| ------------------------------------------------ | ---- | ---- | ---- | ---- | ---- | --- | ---- |
| Morning D.J. of W.O.L.D                          | 1225 | 1231 | 1342 | 1308 | 1734 | -   | 1683 |

1. ↑  Een '-' betekent dat het nummer niet was genoteerd en een vetgedrukt getal geeft de hoogste notering aan.
2. ↑  Deze tabel is bijgewerkt tot en met de laatste editie (2024).